# Sphenomorphus cranei
Sphenomorphus cranei es una especie de escincomorfos de la familia Scincidae.

## Distribución geográfica yhábitat
Es endémica del archipiélago de las islas Salomón (Papúa Nueva Guinea e Islas Salomón).